# Henryk Dutkiewicz (podpułkownik)
Henryk Dutkiewicz ps. „Grom” (ur. 15 marca 1923 w Warszawie) – podpułkownik, żołnierz Armii Krajowej, uczestnik powstania warszawskiego, kawaler Krzyża Srebrnego Orderu Virtuti Militari.

## Życiorys
Urodził się w rodzinie Bolesława i Stanisławy z d. Borowska. Uczeń gimnazjum przy Szkole Handlowej Zgromadzenia Kupców m. Warszawy. W 1938 zdał egzamin i rozpoczął naukę w Wojskowym Gimnazjum i Liceum Lotniczym przy 1 pułku lotniczym w Warszawie[wymaga weryfikacji?].
Od stycznia 1940 należał do ZWZ. Brał udział w produkcji pistoletu „Sten”. Przydzielony do III obwodu praskiego. Podczas walk w powstaniu warszawskim został ranny. Brał udział w walkach m.in. na Mokotowie, Sadybie, Sielcach i Mokotowie. Od 20 września, w stopniu kaprala, w 31 pułku piechoty 10 Dywizji Piechoty AK .
Po upadku powstania został uwięziony w obozie jenieckim w Sandbostel. Powrócił z niewoli do Warszawy i rozpoczął naukę w Liceum dla Pracujących przy ul. Drewnianej. W 1948 wyjechał do Włoch, następnie do Australii . Według B. Polaka po zakończeniu wojny pozostał poza Polską, pracował m.in. w Związku Polaków w Lubece.  
W marcu 1950 osiedlił się w Australii, gdzie zorganizował Koło SPK nr 3 w Melbourne.

## Życie rodzinne
Żonaty. Syn Jacek (ur. 1950). 

## Ordery i odznaczenia
- Krzyż Srebrny Orderu Virtuti Militari nr 13655[4]
- Krzyż Walecznych[4]
- Srebrny Krzyż Zasługi z Mieczami[4]
- Krzyż Armii Krajowej[4]
- Medal Wojska[4]
- Warszawski Krzyż Powstańczy[4]